# 那瑪夏区

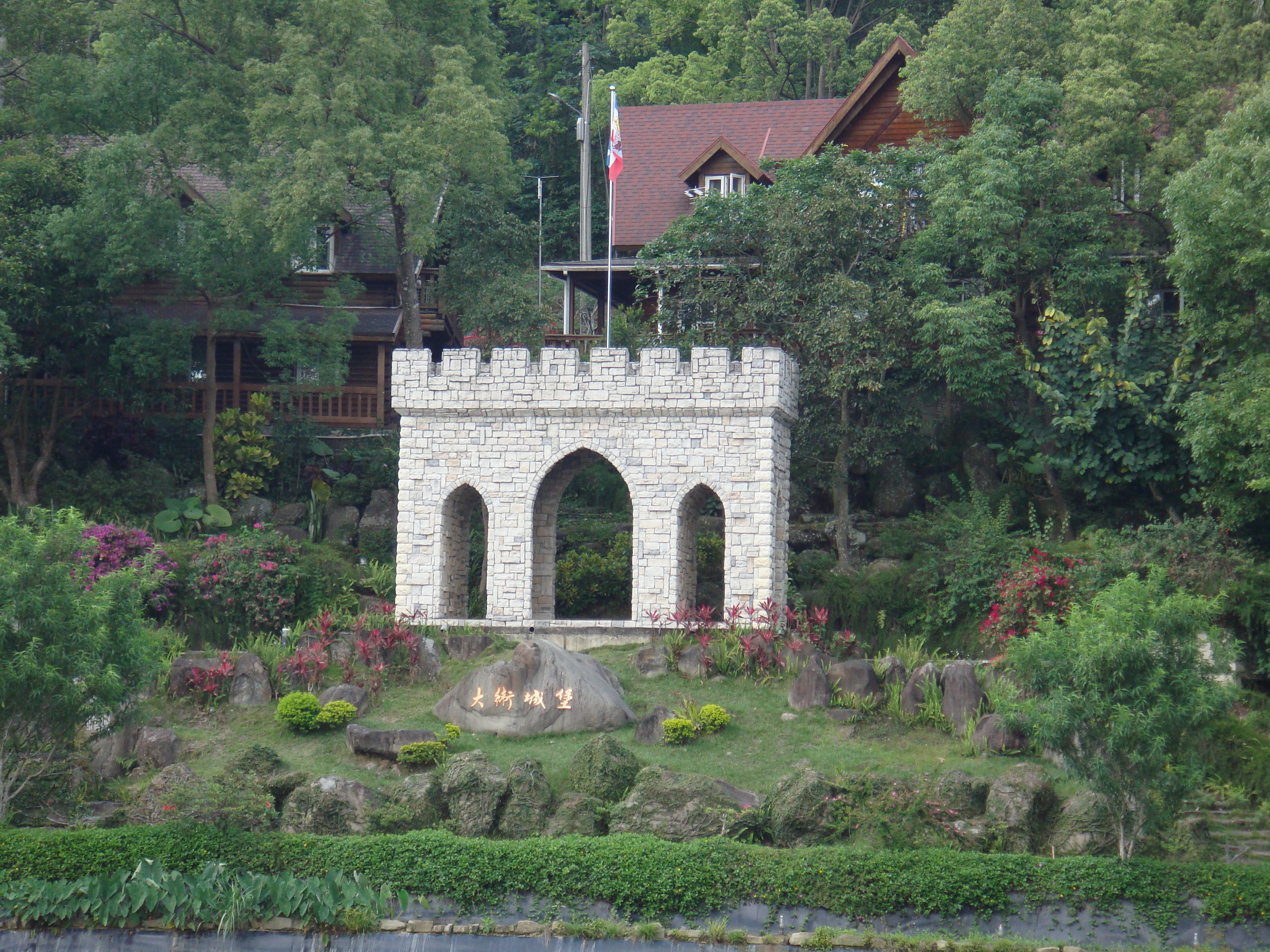
錫安山のダビデの城

那瑪夏区（ナマシャ/なましゃ-く）は、高雄市の市轄区。2008年1月1日に三民郷より改名された。

## 地理
那瑪夏区は高雄市北東部に位置し、東は桃源区と、西は台南市南化区と、北は嘉義県大埔郷、阿里山郷と、南は甲仙区とそれぞれ接している。玉山山脈上に位置するため地勢は険しく、高屏渓の2大源流である楠梓仙渓、荖濃渓が全域を流れている。高雄県の3原住民郷の一つとして区内には原住民であるツォウ族をはじめブヌン族、ルカイ族が居住している。

## 歴史
那瑪夏区は日本統治時代は蚊子只社（高雄州旗山郡蕃地）と称されていた。台湾の中華民国への編入後は高雄県瑪雅郷とされたが、1957年に郷内の3村に三民主義に由来する「民族」、「民権」、「民生」と命名されたことから、郷名もそれにあわせて「三民郷」へ改称された。2008年1月1日に楠梓仙渓（原住民語：Namasia）より「那瑪夏郷」と改称された。そして、郷内の3村もそれぞれ「ナギサル村」（南沙魯村）、「マガ村」（瑪雅村）、「タカヌワ村」（達卡努瓦村）と改称された。2010年12月25日に高雄県が高雄市へ編入されたことに併せて那瑪夏区に改編され、現在に至る。

## 行政区
| 里                           |
| ---------------------------- |
| 南沙魯里、瑪雅里、達卡努瓦里 |

| 那瑪夏区行政区画                                           |
| 達卡努瓦（タカヌワ）里 瑪雅（マガ）里 南沙魯（ナギサル）里 |

## 歴代区長
| 代            | 氏名 | 退任日 |
| ------------- | ---- | ------ |
| 白樣·伊斯理鍛 |      |        |

## 教育

### 国民中学
- 高雄市立那瑪夏国民中学

### 国民小学
- 高雄市那瑪夏区民族国民小学
- 高雄市那瑪夏区民権国民小学
- 高雄市那瑪夏区民生国民小学

## 交通
| 種別 | 路線名称 | その他 |
| ---- | -------- | ------ |
| 省道 | 台29線   |        |

## 観光
- 彩虹瀑布
- 世紀大峡谷
- 天使瀑布
- 青山観景区
- 楠梓仙渓
- 錫安山